# Hrabstwo San Mateo
Hrabstwo San Mateo (ang. San Mateo County) – hrabstwo w stanie Kalifornia w Stanach Zjednoczonych. Obszar całkowity hrabstwa obejmuje powierzchnię 741,01 mil² (1919,21 km²). Według szacunków United States Census Bureau w roku 2009 miało 718 989 mieszkańców.
Hrabstwo powstało w 1856 roku. Na jego terenie znajdują się:
- miejscowości – Atherton, Belmont, Brisbane, Burlingame, Colma, Daly City, East Palo Alto, Foster City, Half Moon Bay, Hillsborough, Menlo Park, Millbrae, Pacifica, Portola Valley, Redwood City (siedziba administracyjna), San Bruno, San Carlos, San Francisco, San Mateo, South San Francisco, Woodside,
- CDP – Broadmoor, Emerald Lake Hills, El Granada, Highlands-Baywood Park, Ladera, La Honda, Loma Mar, Montara, Moss Beach, North Fair Oaks, Pescadero, West Menlo Park.